# Contea di Rutland (Vermont)
La contea di Rutland, in inglese Rutland County, è una contea dello Stato del Vermont, negli Stati Uniti d'America. La popolazione al censimento del 2000 era di 63 400 abitanti. Il capoluogo di contea è Rutland.
La contea fu creata nel 1781 con parti della contea di Bennington.

## Geografia fisica
La contea si trova nella parte centro-occidentale del Vermont. L'U.S. Census Bureau certifica che l'estensione della contea è di 2448 km², di cui 31 km² coperti da acque interne.
La contea è divisa da nord a sud dal fiume Otter Creek, il fiume più lungo del Vermont.

### Contee confinanti
- Contea di Addison - nord
- Contea di Windsor - est
- Contea di Bennington - sud
- Contea di Washington (New York) - ovest

## Comuni
La Contea di Rutland conta 28 comuni, comprendenti 1 city e 27 town.
- Benson - town
- Brandon - town
- Castleton - town
- Chittenden - town
- Clarendon - town
- Danby - town
- Fair Haven - town
- Hubbardton - town
- Ira - town
- Killington - town
- Mendon - town
- Middletown Springs - town
- Mount Holly - town
- Mount Tabor - town
- Pawlet - town
- Pittsfield - town
- Pittsford - town
- Poultney - town
- Proctor - town
- Rutland - city
- Rutland - town
- Shrewsbury - town
- Sudbury - town
- Tinmouth - town
- Wallingford - town
- Wells - town
- West Haven - town
- West Rutland - town